# DVB-S
Digital Video Broadcasting by Satellite (DVB-S) es un sistema que permite incrementar la capacidad de transmisión de datos y televisión digital a través de un satélite utilizando el formato MPEG2. La estructura permite mezclar en una misma trama un gran número de servicios de audio, video y datos.
A principios del año 2005 ETSI ratificó formalmente el estándar DVB-S2; este constituye una gran evolución del estándar de satélite DVB-S e incluye una fuerte corrección contra errores basada en el campo de empleo de dos codificaciones 
Para transmisiones vía satélite se adopta la codificación de modulación por desplazamiento de fase (Quadrature Phase Shift Keying, QPSK), con un flujo binario variable de entre 18,4 y 48,4 Mbits/s.
El formato DVB-S es ampliamente usado en países europeos como Alemania y Finlandia.[cita requerida]

## Esquema de alimentación y servicio

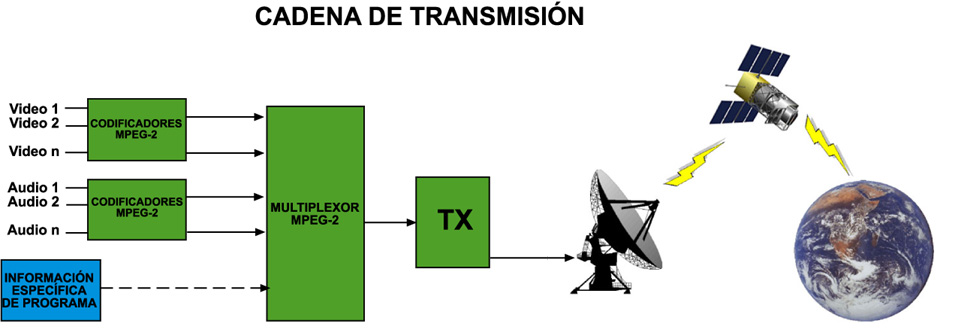
Cadena de transmisión.

El sistema DVB trabaja en la “información específica de programa” (PSI) de la trama MPEG, con tablas de sistemas independientes que lo trabajan. Esto se denomina información de alimentación o servicio.

## Conformación de la trama de transporte

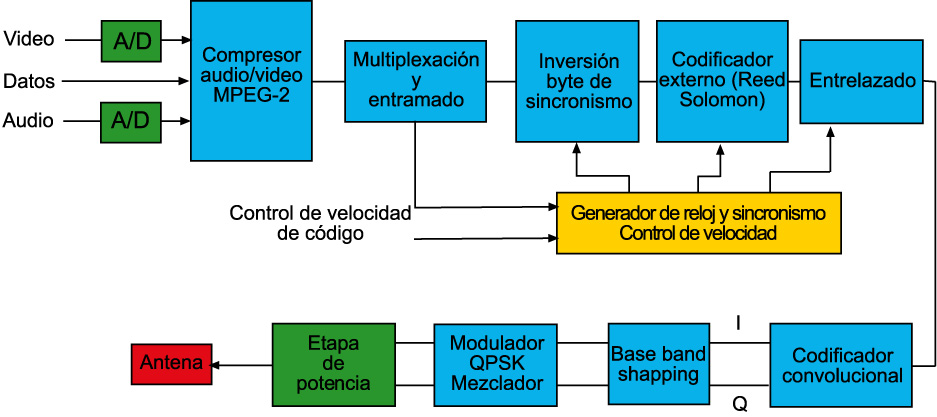
Esquema del bloque transmisor.

El estándar para la transmisión de televisión digital por satélite es, sin duda, el más ampliamente utilizado y, probablemente, su éxito, ha sido el detonante de la progresiva implantación del resto de sistemas DVB. Actualmente está siendo utilizado por proveedores de servicios en todos los continentes. En Europa es el único sistema de televisión digital por satélite implementado.
Se considera que el sistema DVB-S parte de la trama de transporte proporcionada por el MPEG-2, introduciendo distintas capas de protección a la señal para adecuarla a las características del canal por el que debe transmitirse. Las etapas sucesivas en las que se introducen nuevas características a la trama de transporte se resumen a continuación:
1. Inversión de los bits de sincronismo en uno de cada ocho paquetes de la trama de transporte. Cada paquete de la trama de transporte es de 188 bytes, lo que significa que se la inversión de signo en los bits de sincronismo se repite cada 1504 bytes.
2. Inserción de un código aleatorio a la trama resultante. La adición de este código pretende garantizar que las características estadísticas de los datos sean prácticamente aleatorias. La aleatoriedad se obtiene realizando una suma “OR exclusiva” entre la secuencia de datos y una secuencia obtenida mediante un generador por registros de desplazamiento. La secuencia aleatoria se reinicializa cada 8 paquetes de la trama de transporte.
3. Adición de un código de detección y corrección de errores de Reed-Solomon. Este código se denomina código externo y es común en todos los estándares del DVB. Introduce 16 bytes de redundancia para cada paquete de 188 bytes.
4. Aplicación de un entrelazado convolucional (Fourney) cuyo objetivo es dispersar las ráfagas de errores de canal. De este modo, si se produce una ráfaga de errores, debida a un desvanecimiento del canal, los errores afectarán a paquetes distintos y, probablemente, podrán eliminarse usando las propiedades correctoras de los códigos interno y externo.
5. Inserción de un segundo código protector de errores. Este código recibe el nombre de código interno y es de naturaleza convolucional. El grado de redundancia que introduce este código no está fijado de antemano y puede configurarlo el proveedor del servicio para adaptarse a las características del sistema que desee utilizar (potencia de transmisión, tamaño de las antenas transmisoras y receptoras, tasa de datos disponible, etcétera).
6. Modulación de la portadora mediante QPSK.

## Bloque receptor

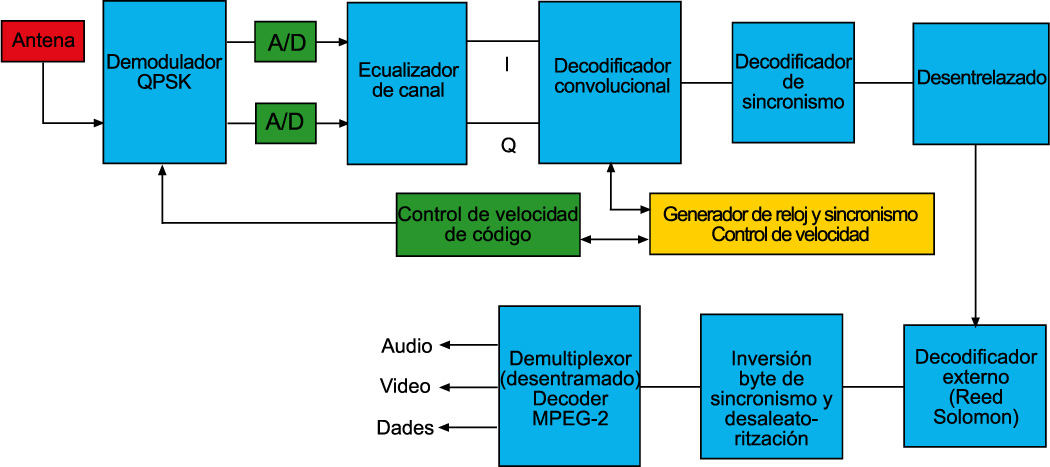
Esquema del bloque receptor.

En el receptor deben realizarse las operaciones inversas para tener acceso a la trama de transporte que soporta la información de los programas de televisión en formato MPEG-2. El estándar DVB-S proporciona suficiente flexibilidad como para que el operador del servicio pueda decidir el contenido de los programas de televisión que proporciona. Por tanto, es posible que se transmitan señales con definición mejorada, de alta definición o de definición convencional (ML@MP). En función de las características del enlace, puede seleccionarse el código de protección de errores interno. En transmisiones con un ancho de banda de 36 MHz es habitual utilizar códigos internos 3/4 (3 bytes de datos, 1 de redundancia), con lo que se consiguen tasas de datos de unos 39 Mbps.